# Joaquín Aros
Joaquín Esteban Aros Melgarejo (Talcahuano, Chile, 23 de enero de 1996) es un futbolista profesional chileno que se desempeña como Defensa en Deportes Linares de la Segunda División de Chile.
Es hijo del exfutbolista y seleccionado chileno Mauricio Aros.

## Clubes
| Club                | País  | Año       |
| ------------------- | ----- | --------- |
| Deportes Temuco     | Chile | 2014-2020 |
| Deportes Santa Cruz | Chile | 2021-2022 |
| Deportes Iquique    | Chile | 2023      |
| Trasandino          | Chile | 2024      |
| Deportes Linares    | Chile | 2025-Act. |

## Palmarés

### Campeonatos nacionales
| Título    | Club            | País  | Año     |
| --------- | --------------- | ----- | ------- |
| Primera B | Deportes Temuco | Chile | 2015-16 |